# 亚历山大·格罗滕迪克
亞歷山大·格罗滕迪克（法語：Alexandre Grothendieck，德語發音：[ˌalɛˈksandɐ ˈɡʁoːtn̩ˌdiːk] ⓘ，法語發音：[alɛksɑ̃dʁ ɡʁɔtɛndik]；1928年3月28日—2014年11月13日），法國数学家、1966年菲爾茲獎得主，被譽為是20世紀最偉大的數學家。他於德国柏林出生，一生主要在法國成長及居住，但是工作生涯中長時期是無國籍的，1970至1980年代入籍法國。
他是現代代數幾何的奠基者，他的工作極大地拓展了代数几何此一領域，並將交换代数、同调代数、層論以及范畴论的主要概念也納入其基礎中。他的「相對」觀點导致了纯粹数学很多领域革命性的进展。
他的多產數學家工作在1949年開始。1958年他獲任為法國高等科學研究所（IHÉS）的研究教授，直至1970年，他發現研究所受到軍事資助，與個人政治理念相反，因而離任。雖然他後來成為蒙彼利埃大學教授，也做了一些私人的數學研究，但他其時已離開數學界，把精力用於政治理想上。他在1988年正式退休後，到比利牛斯山隱居，與世隔絕，直至2014年在法國聖利齊耶離世，享年86歲。

## 經歷

### 父母
格羅滕迪克的父親是猶太人，可能名叫亞歷山大·夏皮罗，用過「薩沙」一名，1890年生於俄羅斯、白俄羅斯、乌克兰的邊境。他15歲被反政府組織招攬，参與反沙皇鬥争。他後來被捕，起初判處死刑，但因為年輕改為判囚終身。接著十年他在獄中度過，乘局勢混亂逃走，加入烏克蘭的反政府農民軍。他娶猶太女人並誕下一子，但他非常風流，忙於婚外情。在一次逃避被警察抓获而尝试自杀的行动中丢失了一只胳膊，得到多個女人和同志協助逃走，以假名「亞歷山大·塔納羅夫」先後到柏林和巴黎。返回柏林後，他结識了漢堡出身、信奉新教的已婚婦漢卡·格罗森迪克；兩人生下亞歷山大·格羅森迪克，起初名為亞歷山大·拉達茨，拉達茨是漢卡丈夫姓氏。他們和兒子及漢卡的婚生女兒合組家庭。

### 童年
汉卡和萨沙希望成为作家，并与各方激进人士联络。1933年，纳粹党上台，迫使他们离开德国往西班牙。1936年他们参与了人民阵线（Frente Popular）发动的内战。亚历山大·格罗森迪克居住在德国一位牧师的家中，这位牧师担任汉堡附近一所学校的校长。
1939年他与父母在法国重聚。他们被拘捕和驱逐。萨沙被囚在法国阿列日省的韦尔内集中营，然后转送到奥斯威辛集中营，1942年被害。汉卡和亚历山大·格罗滕迪克被带到于法国洛泽尔省的里厄克罗集中营。

### 学生时代
战争结束后，亚历山大·格罗滕迪克和母亲定居于蒙彼利埃附近，靠格罗滕迪克的助学金维持生计。他注册了数学课，但很少去上大课，喜欢自己独自研究体积的概念。如他在《收获与播种》中所解释的，这是他开始独立研究的标志，也引导他重新发现勒贝格积分。
1948年，格罗滕迪克决定去巴黎继续深造。他设法获得了法国大学互助会的奖学金，之后被昂利·嘉当接受进入在巴黎高等师范学院开办的研究班，并将他推荐到让·迪厄多内的门下。格罗森迪克在巴黎认识了许多那个时期巴黎数学界的精英们，人们推荐他离开巴黎的环境。格罗森迪克于是来到了另一个在泛函分析领域的数学圣地南锡，准备在让·迪厄多内和洛朗·施瓦茨的指导下开始自己的论文。仅仅几个月后，在20岁的年龄，格罗森迪克就已经撰写了6篇博士论文作为他学术生涯的开端。

### 学术生涯
1950年到1953年间，格罗滕迪克撰写的6篇文章中的一篇拓扑张量积和核型空间后来被他选来作为他的博士论文。之后在导师洛朗·施瓦茨的推荐之下，格罗森迪克进入了著名的布爾巴基討論班，并在那里待了好几年。
作为一个孩子的父亲，格罗森迪克很难找到一份稳定的工作。由于他的无国籍身份，他无法成为一名正式的研究员；而获得法国国籍的条件是服兵役，这是他无法接受的。于是他离开法国，以一名客座教授的身份，先是在1953到1954年间在巴西待了一段时间，之后又在1955年去了堪萨斯大学和芝加哥大学。在美国，他遇见了一位数学系的女学生，并且和她育有一子。格罗森迪克在那段时间转变了他的研究方向。
在他的泛函分析卓越工作后，格罗森迪克转向代数几何。他革命性地改写这学科，与让-皮埃尔·塞尔合作，建立新的基础，引入概形的概念。他们通信极多，虽然风格相反，但两人能互相补充而得到成果。
他在1956年回到巴黎，倾向于拓扑学和代数几何的研究。他创造了黎曼-罗赫定理的新版本，揭示代数簇的拓扑和解析性质间的隐藏关连。
1957年他的母亲离世，之后多月他感到抑郁。次年，他决定停止未完成的工作，实现一些惊人的突破。他也认识了他的未来妻子，和她生了三个孩子。
为数学和理论物理研究而设立的法国高等科学研究所（Institut des hautes études scientifiques）接待他。他在那里再遇到让·迪厄多内、勒内·托姆、路易·米歇尔和大卫·吕埃勒，并着手建立代数几何理论。
他于1958年应邀在国际数学家大会做1小时报告，报告的内容与其说是对当时该学科已知内容的总结，不如说是对未来10年中他将要做的工作的预告。自1960年到1967年，他和让·迪厄多内合作写了《代数几何基础》（Éléments de géométrie algébrique）的首八卷。他的代数几何讨论班整理出版了7卷SGA。
他既反对美国干涉越南战争，也反对苏联的军事扩张。1966年他获得菲尔兹奖，但他拒绝往苏联领奖。1967年往越南旅行，在美军和南越对河内城进行轰炸时，在城外的丛林里给学生讲范畴论的课，以抗议越南战争。布拉格之春和1968年5月事件使他投身反对行列，直到1970年他辞掉法国高等科学研究所的工作，抗议其资助部份来自国防部。

### 激进生态行动
辞职后他创办生存和生活组织（Survivre et vivre），以推广他的反战和生态保护思想。他被数学界拋弃，他向法兰西学院和法国国家科学研究中心的求职都被拒绝。他离婚，并与在美国认识的博士生贾斯蒂娜·巴比于巴黎附近建立社区。

### 晚年
1973年他们移居到埃罗省的村庄，实验反正统文化。贾斯蒂娜·巴比生了一个孩子，不久后离开了他。他获蒙彼利埃大学聘为教授，留任到1988年退休。
自1980年到1995年他写了四本书：La longue marche à travers la théorie de Galois, Esquisse d'un programme, À la poursuite des champs和Les dérivateurs。但最著名的是他1985年写的自传式书籍《收获与播种》（Récoltes et semailles），共929页，並且從未被出版社正式發行書籍過，這本書主要是描述他一生经历三种情感：女人、数学和默想。
1988年他以下列理由拒绝授与他和皮埃尔·德利涅的克拉福德奖：
- 他的教授薪金和退休金足够他的需要；
- 奖项给予研究者的过高社会地位和声誉；
- 他自1970年起远离科学界（奖项是表扬他25年前的工作）。
- 他是一个和平主义者（某些研究直接或间接受到军方资助）

他也拒绝了为祝贺他六十岁生辰而编辑的文集《The Grothendieck Festschrift》（1990年出版），因他相信自己的工作没有被好好理解。
1990年，他遗下他的全部数学写作手稿，定居在比利牛斯山。此后他过着隐居生活，与研究界完全断绝。
他與外界斷絕通訊多年後，2010年1月，忽然寄親筆信給他的學生呂克·伊呂西，宣佈不許他的著作出版或再版，或以電子方式傳播，並稱在過去未得他許可而出版的著作，及在將來他仍在世時所出版的著作都是非法，要求停止出售及於圖書館收藏。然而该信的内容可能已撤回或被刻意忽略，因为据称SGA 4的再版工作直至2014年仍在进行，且一些资深数学人士亦对此不以为然，甚至以卡夫卡的例子反驳（卡夫卡生前销毁了大量的手稿并嘱咐友人布罗德不得将留存的作品公开，但布罗德还是公开了）。
2014年11月13日，格羅滕迪克在阿列日省圣吉龙一家醫院中去世，享年86歲。

## 研究成果与影響
格羅滕迪克對代數幾何的影響，在於他釐清了這門領域的基礎，發展了證明好些著名猜想所需的數學工具。代數幾何是通過代數方程去研究幾何對象，比如代數曲線和曲面，而代數方程的性質，是用環論的技術去研究。循著這條進路，幾何對象的性質，就與相關的環及定義幾何對象的空間（例如實、複、射影空間）的性質聯繫起來。
格羅滕迪克為代數幾何奠定的嶄新基礎，是將空間和相關的環作為研究的主要對象。他發展出概形理论，概形大致可以想成是拓撲空間，其中每個開集都有一個相關的可交換環。概形已经成为现代代数几何學者的基本研究對象。
格罗滕迪克对经典黎曼－罗赫定理的推广，把複代数曲線的拓撲性質及代數性質聯繫起來。他用來證明定理而發展的工具，開創了代数K-理论和拓扑K-理论的研究，將研究對象與環關聯，從而研究這些對象的拓撲性質。他構建的新的上同调理论，用代數技術研究拓撲對象，在代数数论、代数拓扑以及表示论中有深遠的影響。他創造的拓撲斯理論，是點集拓撲學的範疇論推廣，影響了集合論和數理邏輯。
他對幾何的貢獻，藉著在算術幾何中用代數方法研究數字，也促進了數論的發展。一個著名例子是韋伊猜想，這是算術幾何中的一組猜想，描述代數曲線上的點的個數的分析不變量，稱為zeta函數。他發現韋伊上同調的第一個例子ℓ進平展上同調，開啟了證明韋伊猜想的道路，終於由他的學生皮埃爾·德利涅完成。直至今日，ℓ進上同調仍然是數論學者的基本工具，在朗蘭茲綱領有應用。
格羅滕迪克對於不同數學結構中共有的泛性質的強調，將範疇論帶入主流，成為數學中的組織原則。範疇論提供了一套語言，描述許多不同的數學系統之間的相似結構和技術。他的阿貝爾範疇概念，現在是同調代數的基本研究對象。他構想中的motif理論，推動代數K-理論、motif同倫論、motif積分的現代發展。

## 个人生活

### 國籍
格羅滕迪克生於魏瑪德國。1938年他10歲時，以難民身份移居法國。1945年德國陷落時，他的國籍的記錄被毀。他在戰後沒有申請法國國籍。因此他長時間以無國籍身份工作，用南森護照旅遊。1970至1980年代，他確信不會被召入伍，才歸化為法國公民。他之所以不願意持有法國國籍，有謂原因之一是他不想在法國軍隊中服役，此想法多少受到1954年至1962年的阿爾及利亞戰爭影響。